# Cistus grancanariae
Espèce
Cistus grancanariae est une espèce de plantes de la famille des Cistaceae et du genre des Cistus.